# Peipsiääre
Peipsiääre ist eine Landgemeinde im estnischen Kreis Tartu. Vor der Gemeindereform 2017 hatte Peipsiääre eine Fläche von 31 km² mit 831 Einwohnern (2010). Mit dem Zusammenschluss mit der Stadt Kallaste und den Landgemeinden Alatskivi, Pala und Vara wuchs die Fläche auf 652 km², die Einwohnerzahl auf 5059 (1. Januar 2023). Die Gemeinde liegt direkt am Peipussee.

## Orte
Neben dem Hauptort Kolkja gehören zur Landgemeinde die Stadt Kallaste und die Dörfer Äteniidi, Ätte, Alajõe, Alasoo, Alatski, Assikvere, Haapsipea, Haavakivi, Kadrina, Kargaja, Kasepää, Kauda, Keressaare, Kesklahe, Kirsi, Kodavere, Kodanurga, Kõdesi, Kokora, Koosa, Koosalaane, Kuningvere, Kusma, Kuusiku, Lahe, Lahepera, Linaleo, Lümati, Matjama, Meoma, Metsakivi, Metsanurga, Moku, Mustametsa, Naelavere, Nina, Nõva, Orgemäe, Padakõrve, Päiksi, Pala, Papiaru, Passi, Peatskivi, Perametsa, Piibumäe, Piirivarbe, Pilpaküla, Põdra, Põldmaa, Põrgu, Praaga, Punikvere, Pusi, Raatvere, Ranna, Rehemetsa, Riidma, Ronisoo, Rootsiküla, Rupsi, Sääritsa, Saburi, Särgla, Savastvere, Sassukvere, Savimetsa, Savka, Selgise, Sipelga, Sookalduse, Sudemäe, Tähemaa, Tagumaa, Tedreküla, Torila, Toruküla, Tõruvere, Undi, Välgi, Väljaküla, Vara, Vanaussaia, Varnja und Virtsu.

## Bevölkerung
Die Menschen leben teilweise von Fischfang und Zwiebelanbau. Die Mehrzahl der Menschen gehört der orthodoxen Glaubensrichtung der Altgläubigen an, die im 18. Jahrhundert vor religiöser Verfolgung aus Russland an das Westufer des Peipussees geflohen sind. Die Kirchen und Gebetshäuser wurden nach Wiedererlangung der estnischen Unabhängigkeit mit Geldern der Europäischen Union renoviert und sind auch für Touristen zugänglich.

## Natur
Die Landgemeinde Peipsiääre liegt in einer Tiefebene, die sich vom Peipsisee bis zur Landschaft Vooremaa erstreckt. Das Grundgestein besteht aus devonischem Sandstein. Elf Flüsse fließen durch die Gemeinde. Der bedeutendste ist der Emajõgi (deutsch Embach), der im Dorf Praaga in den Peipussee mündet. Weitere größere Seen im Landesinneren sind Koosa, Lahepera, Kuningvere, Kokora Mustjärv und Alatskivi.
Neben der ca. 40 km langen Küstenlinie am Peipussee ist die überwiegend flache Landschaft durch Wäldern, Sümpfe, Felder und Grasland geprägt. Fast die Hälfte des Gebiets besteht aus Waldflächen, ein Drittel aus Ackerland. Natürliches Grünland macht 7 % der Gemeindefläche aus.

## Bilder

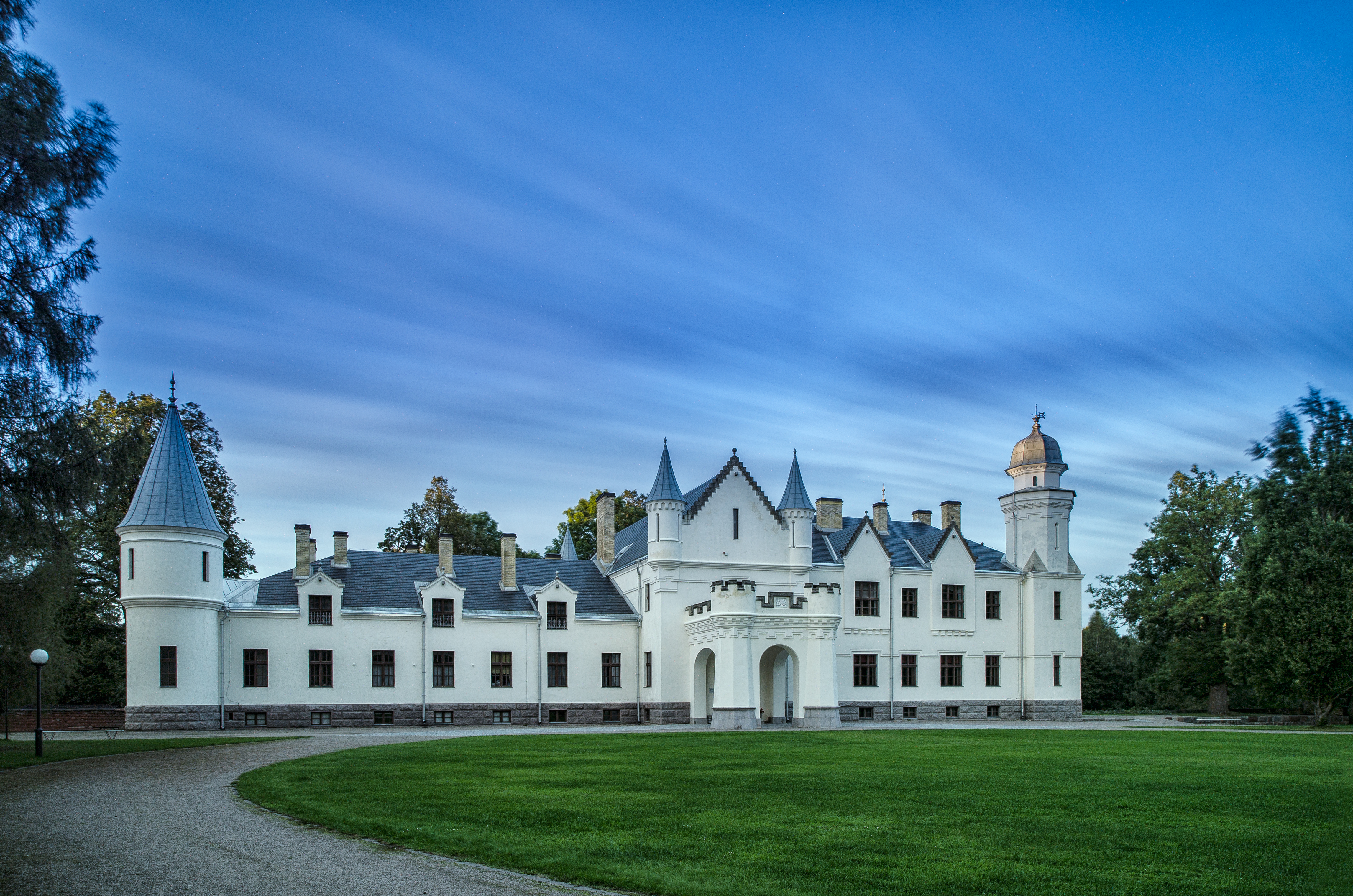
Herrenhaus von Alatskivi
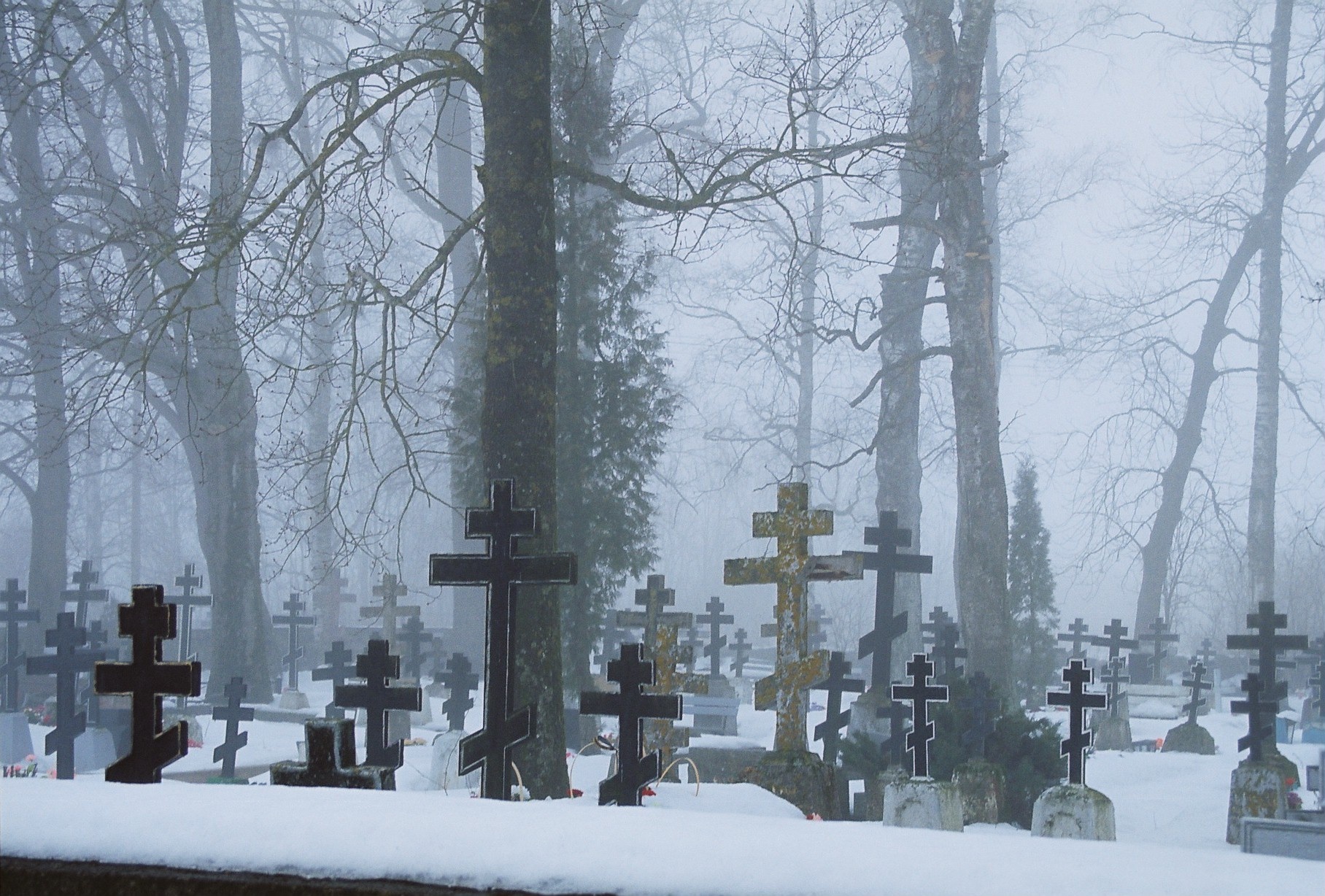
Friedhof der Altgläubigen in Varnja
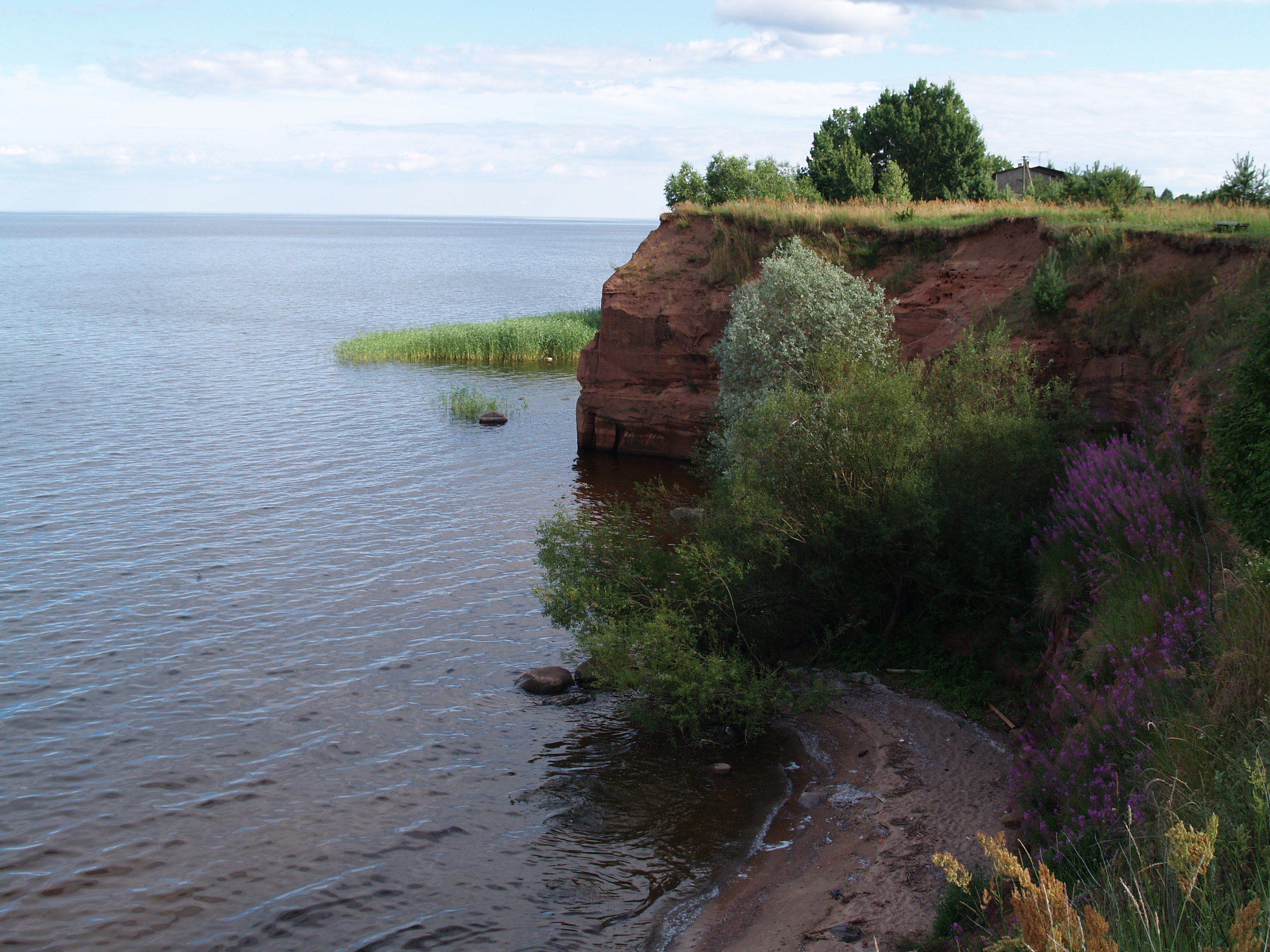
Sandsteinklippen bei Kallaste
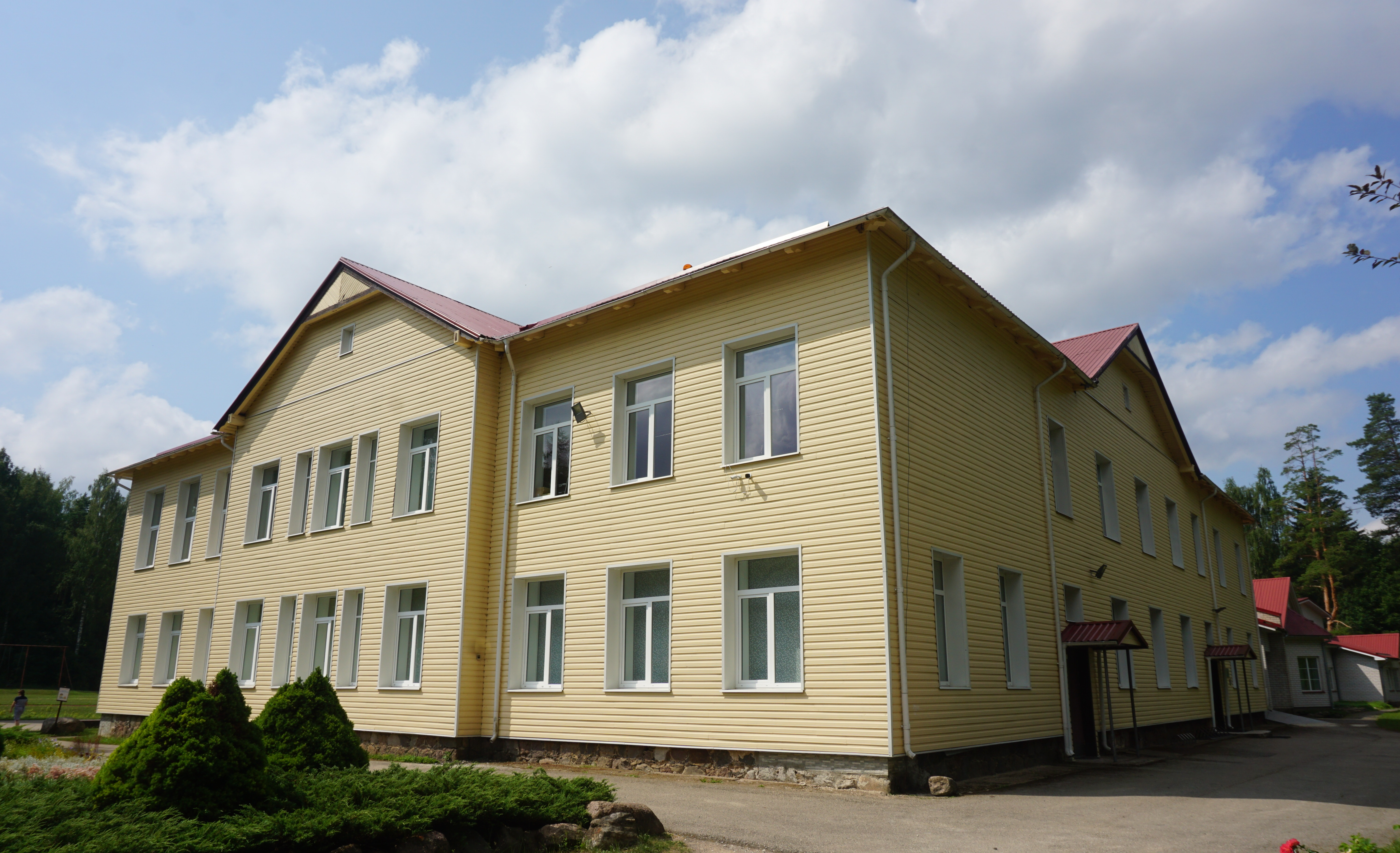
Schulgebäude in Pala
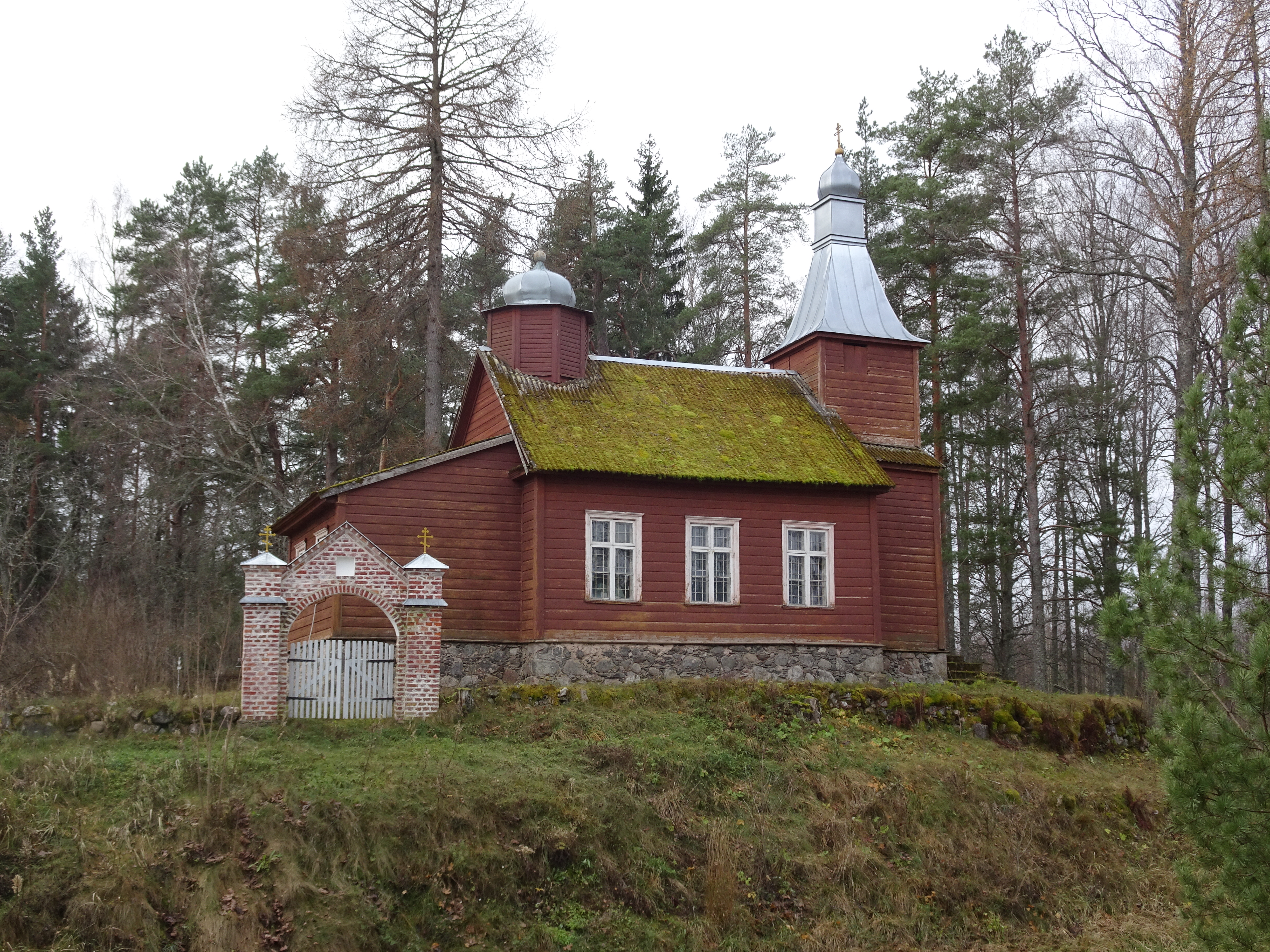
Kirche von Välgi
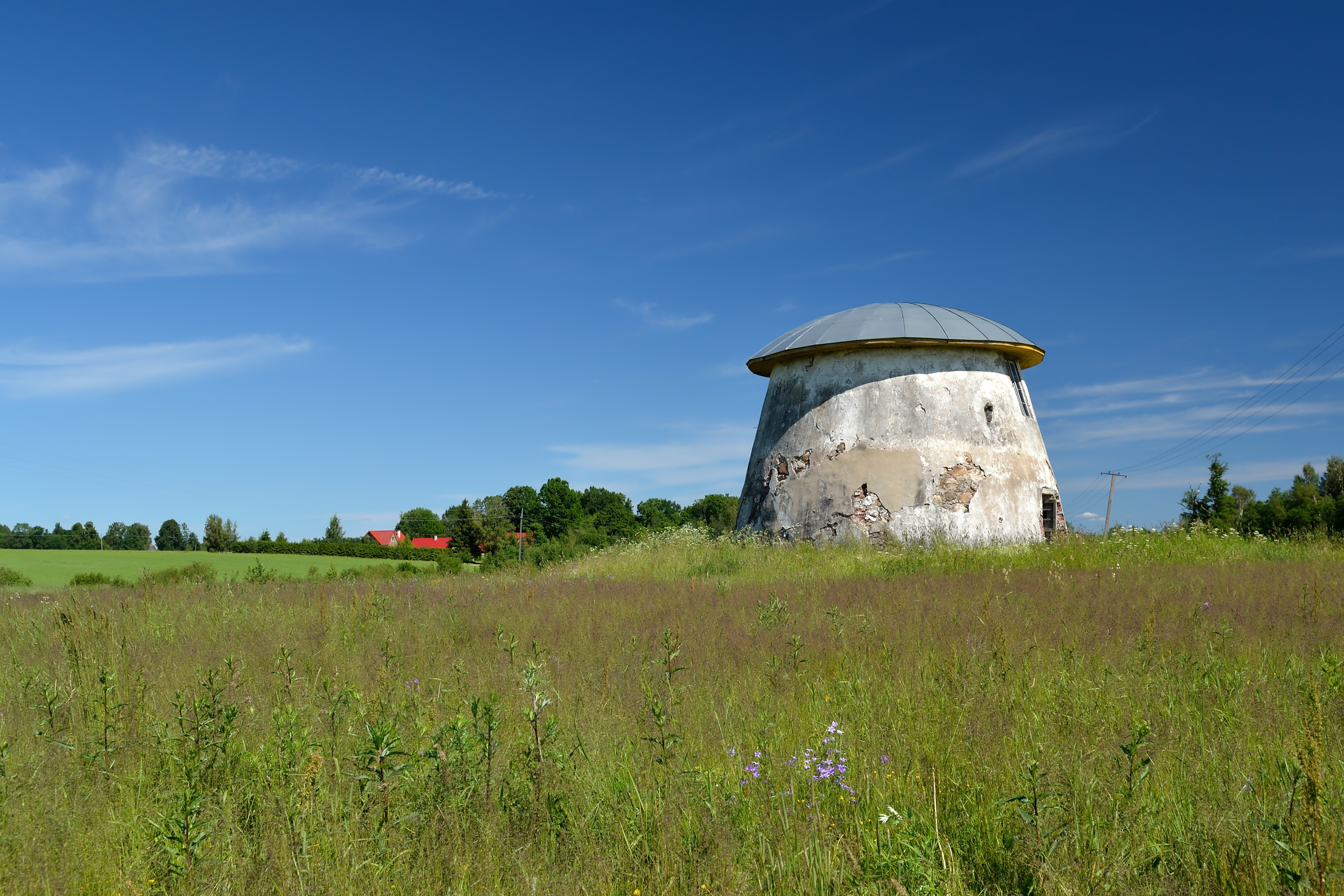
Windmühle vom Ende des 19. Jahrhunderts
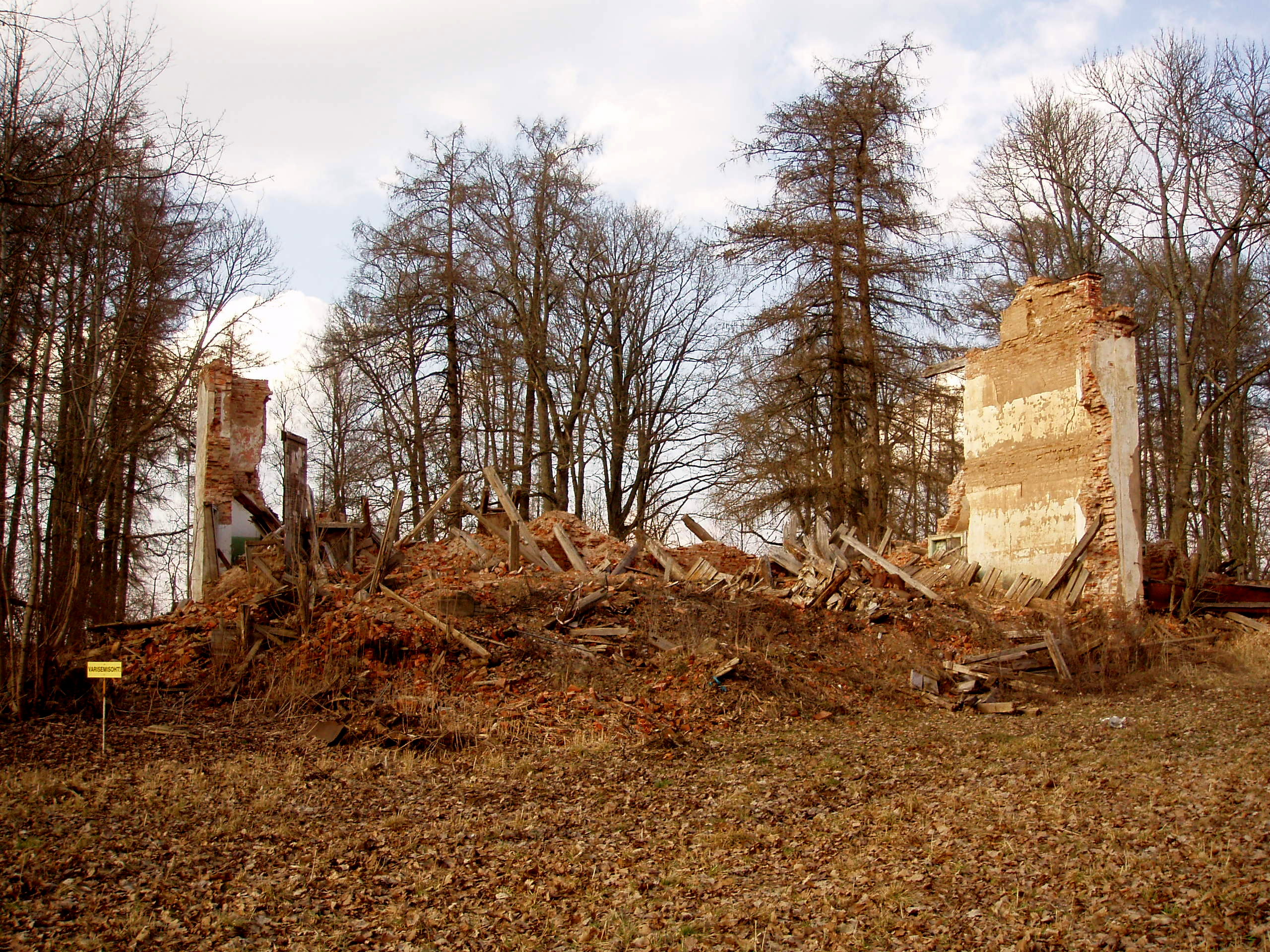
Ruinen des Gutshauses von Vara
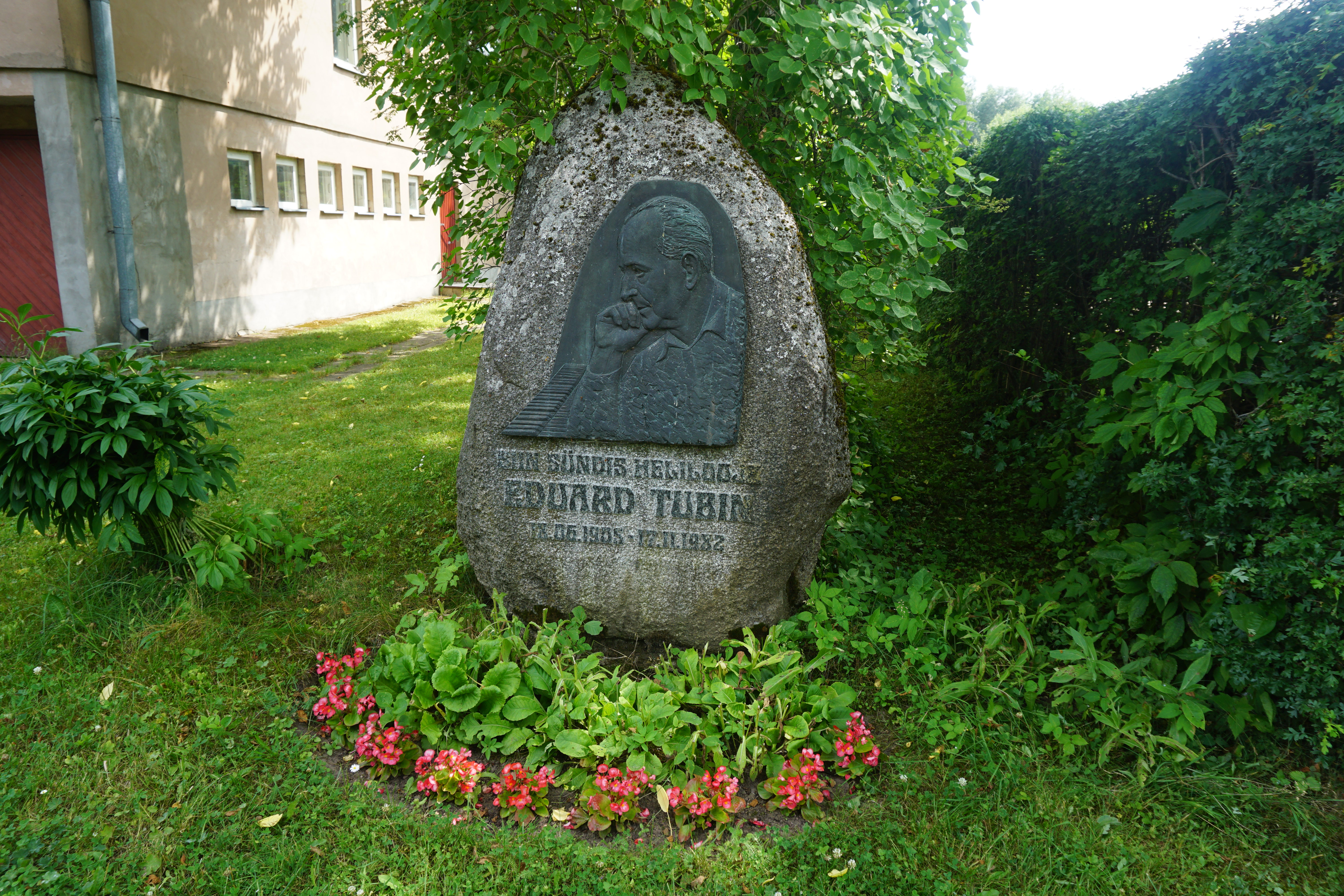
Geburtsort des Komponisten Eduard Tubin in Kallaste
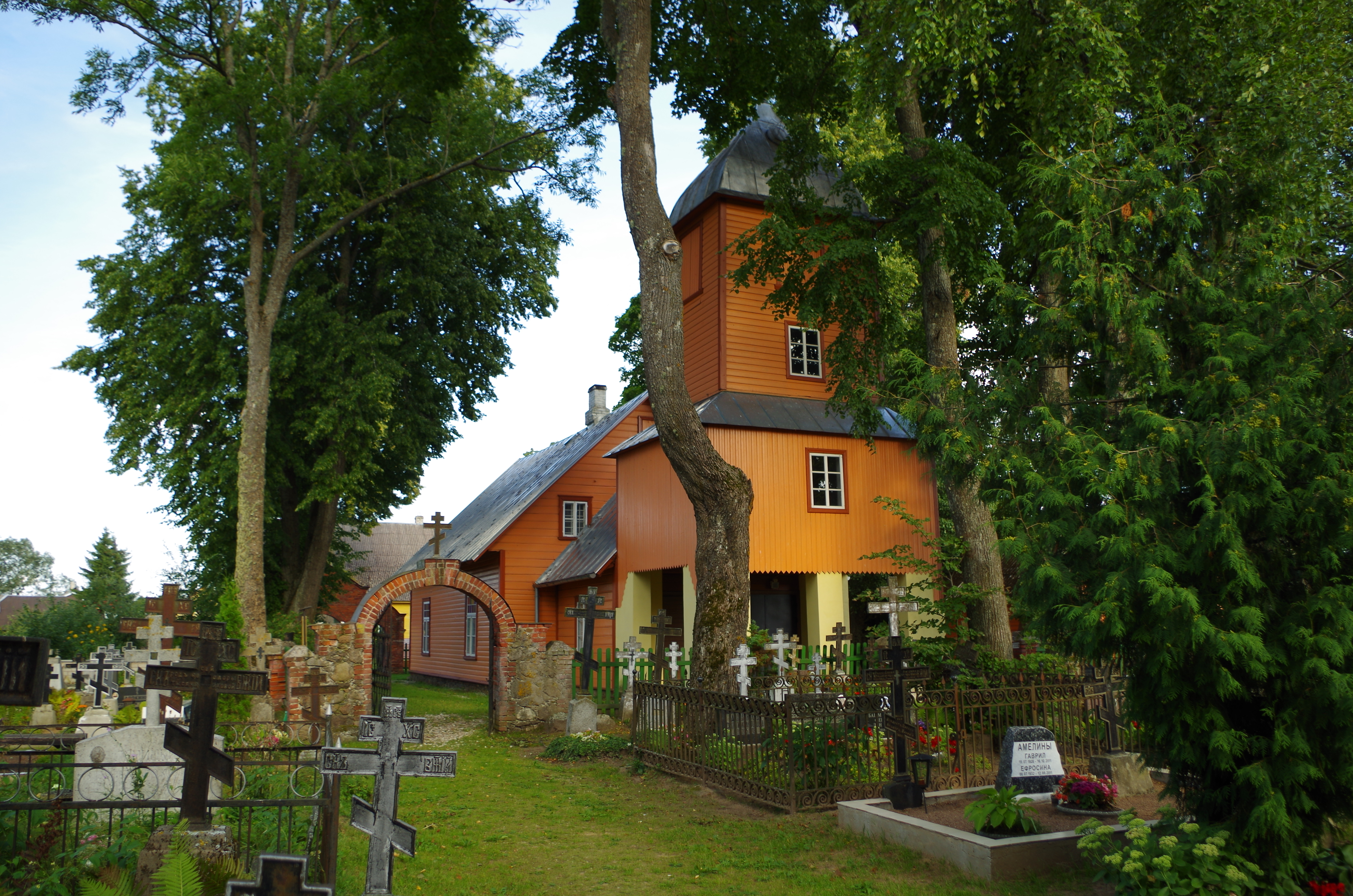
Kirche von Kasepää
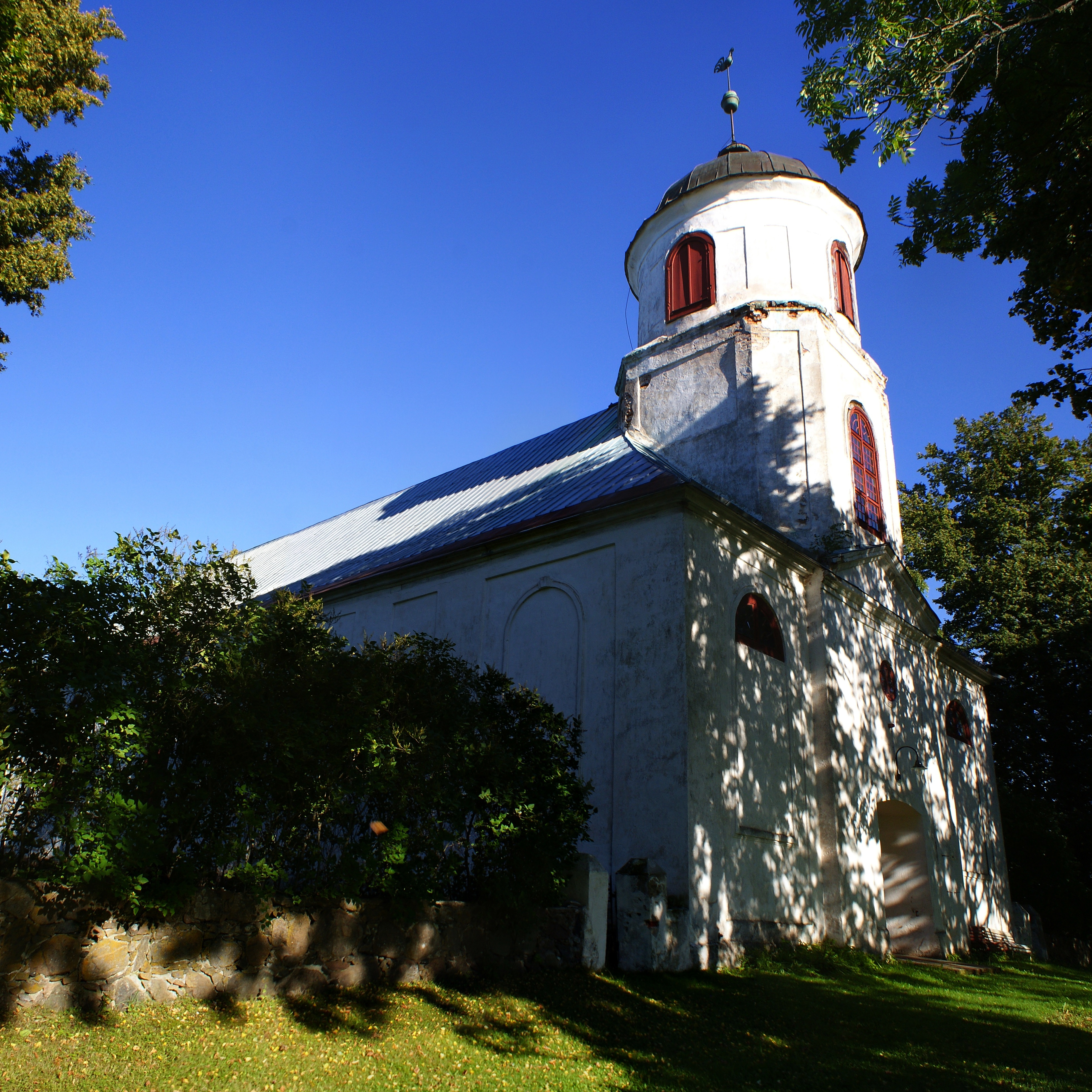
Kirche in Kodavere